# ترور صالح العاروری
در ۲ ژانویه ۲۰۲۴، یک حمله هوایی توسط اسرائیل در ضاحیه جنوبی بیروت در لبنان انجام شد که منجر به ترور صالح العاروری، معاون دفتر سیاسی حماس و یکی از طراحان حمله ۲۰۲۳ حماس به اسرائیل شد. در این حمله، شش نفر دیگر از شبه‌نظامیان بلندپایه حماس از جمله سمیر فیندی ابوعامر و عزام الاقرا ابوعمار کشته شدند.
این ترور یک روز قبل از برگزاری مراسم بزرگداشت چهارمین سالگرد ترور قاسم سلیمانی، فرمانده سابق نیروی قدس سپاه پاسداران انقلاب اسلامی رخ داد. هفت روز قبل از آن، یکی دیگر از فرماندهان سپاه قدس در سوریه به نام سید رضی موسوی کشته شده بود.

## حمله
بر اساس تصاویر دوربین مدار بسته منتشر شده توسط ام‌تی‌وی لبنان، این حمله حوالی ساعت ۱۷:۴۱ (به وقت محلی) در ضاحیه جنوبی بیروت رخ داد. تصاویر تلفن همراه نشان می‌دهد که دست‌کم یک خودرو در مقابل یک ساختمان مسکونی آسیب دیده در آتش سوخته است، در حالی که ده‌ها نفر بلافاصله پس از حمله، در منطقه تجمع کرده‌اند. گزارش‌های اولیه حاکی از کشته شدن چهار عضو حماس بود که کمی بعد به شش نفر افزایش یافت و شامل غیرنظامیان نیز می‌شد. شبکه تلویزیونی الاقصی وابسته به حماس اعلام کرد که سمیر فندی، رئیس عملیات حماس در لبنان و عزام الاقرا از جمله کشته شدگان این حمله در کنار العاروری بودند. اسماعیل هنیه، نام کشته شدگان را محمود زکی شاهین، محمد بشاشا، محمد الریس و محمد حمود از اعضای حماس اعلام کرد.

## مسئولیت حمله
دو مقام ارشد آمریکایی تأیید کردند که اسرائیل مسئول این حمله بوده است.

## پیامدها
تا قبل از ترور اسماعیل هنیه، صالح العاروری، عالی‌مقام‌ترین رهبر حماس بود از آغاز جنگ اسرائیل و حماس تا آن زمان کشته شد. حزب‌الله لبنان اعلام کرد که در همان روز ترور، ۹ حمله به مواضع اسرائیل انجام داده است. در حمله هوایی اسرائیل در ناقوره، حسین یزبک، فرمانده محلی حزب‌الله و سه تن از محافظانش کشته و ۹ نفر دیگر از عوامل حزب‌الله زخمی شدند.
بلافاصله پس از ترور العاروری، تظاهرات متعددی در شهرهای لبنان برگزار شد. تظاهرات در کمپ‌های پناهندگان از جمله اردوگاه البداوی در طرابلس برگزار شد. این شامل تظاهرات در شهر رام‌الله، در نزدیکی زادگاه العاروری بود که تظاهرکنندگان شعار می‌دادند: "ما راه شما را خواهیم رفت" و "انتقام، انتقام، قسام!"

## واکنش‌ها
- نجیب میقاتی، نخست‌وزیر لبنان، این ترور را «جنایت جدید اسرائیل» توصیف کرد که با هدف «کشاندن لبنان به مرحله جدیدی از رویارویی» طراحی شده است.[۱۵]
- سخنگوی وزارت امور خارجه ایران با محکوم کردن این ترور تأکید کرد که اسرائیل و حامیانش مسئولیت عواقب این «ماجراجویی جدید» را بر عهده خواهند داشت.[۱۶]
  - ایران به ایالات متحده هشدار داد که باید برای رویارویی با پیامدهای این حمله آماده شود.[۱۷]
  - سید ابراهیم رئیسی، رئیس‌جمهور ایران، این ترور را جنایت خواند.[۱۸]
- دولت اسرائیل بلافاصله مسئولیت حمله ای که العاروری را به قتل رساند، بر عهده نگرفت. مارک ریگو، مشاور نخست‌وزیر اسرائیل، در مصاحبه ای گفت که اسرائیل «مسئولیت این حمله را بر عهده نگرفته است. اما هر کسی که این حمله را انجام داده است، باید روشن باشد - این حمله به کشور لبنان نبود… این یک حمله جراحی علیه رهبری حماس بود.»[۱۹]
- دنی دانون در شبکه‌های اجتماعی پستی منتشر کرد و نوشت: «من به ارتش اسرائیل، شین بت، موساد و نیروهای امنیتی برای کشتن صالح العاروری یکی از مقامات ارشد حماس در بیروت تبریک می‌گویم.[۲۰]
- امانوئل مکرون، رئیس‌جمهور فرانسه، در تماسی با بنی گانتس عضو کابینه جنگی اسرائیل، از اسرائیل خواست تا «از هرگونه نگرش تنش‌زا، به‌ویژه در لبنان» اجتناب کند.[۲۱]
- پس از این حمله، فلورنسیا سوتو نینو، سخنگوی سازمان ملل متحد گفت: «دبیرکل (آنتونیو گوترش) از همه طرف‌ها می‌خواهد حداکثر خویشتنداری را به خرج دهند و گام‌های فوری برای کاهش تنش‌ها در منطقه بردارند.[۲۲]
- عزت الریشق، عضو حماس با بیان اینکه العاروری در یک ترور ناجوانمردانه توسط اسرائیل کشته شد، افزود: این یک بار دیگر شکست مفتضحانه این دشمن در دستیابی به هر یک از اهداف تهاجمی خود در نوار غزه را ثابت می‌کند.[۲۳]
- دبیرخانه کتائب سیدالشهداء، کشتن العاروری توسط اسرائیل را با قتل قاسم سلیمانی و ابومهدی المهندس توسط آمریکا مقایسه کرد و مدعی شد که این حمله «نقض حاکمیت لبنان» است.[۲۴]
- فالح الفیاض، رئیس حشد شعبی، هشدار داد که «جنایتکاران قاتل» که العاروری را کشتند تاوان اعمال خود را خواهند داد.[۲۴]